# Summa Theologica (Eiximenis)
Die Summa Theologica ist ein literarisches Werk, das Francesc Eiximenis auf Latein am Anfang des 15. Jahrhunderts verfasste. Es gehört zu den summae, die den Gipfel des mittelalterlichen theologischen Denkens darstellten.

## Entdeckung
Nur einige Teile der Summa sind bewahrt worden. Sie wurden auf dem Archiv der Kathedrale von Valencia von dem valencianischen Franziskaner León Amorós gefunden. Er schrieb das auch ab. Diese Teile wurden auf der Zeitschrift Archivum Franciscanum Historicum 1959 veröffentlicht.

## Inhalt des bewahrten Teils
Der wichtigste Teil hat mit der Prädestination zu tun. Der Zweck von Eiximenis war, darüber auf dem Vierten Buch des Christlichen (dieses Buch war geplant aber nicht geschrieben) zu schreiben. Die anderen Themen des aufbewahrten Teils sind die folgenden:
- Quid est suppositum (Was Voraussetzung ist).
- Quid est persona (Was Person ist).
- Quid est persona secundum Ricardum (Was Person nach Richard (Richard von Sankt Viktor) ist).
- Quid demonstratio propter quid (Was Beweis nach dem Grund ist).
- Quid demonstratio quia (Was Beweis warum ist).
- Quomodo Deus sit intelligibilis (Wie Gott verständlich ist).
- De lumine (Über das Licht).
- De prescientia Dei (Über Gottes Vorherwissen).

## Datum
León Amorós kommt zu der Konklusion, dass diese Summa parallel zu der Vida de Jesucrist (Leben Jesu Christi) wegen der ständigen Hinweise zu der Summa geschrieben wurde. Die Hinweise zu der Summa erscheinen auch nur in der Vida de Jesucrist und nicht in anderem Werk von Eiximenis. Und die Vida de Jesucrist wurde von Eiximenis am Anfang des 15. Jahrhunderts beendet.

## Inhalt und hypothetische Struktur
Nach den Bezügen auf der Vida de Jesucrist deduziert L. Amorós diesen hypothetischen Inhalt und diese hypothetische Struktur:
- Der erste Band sollte sich auf den vier Evangelisten bezogen werden.
- Der zweite Band sollte sich auf der Prädestination bezogen werden.
- Der dritte Band ist nirgendwo genannt.
- Der vierte Band ist drei Mal erwähnt. Zuerst ist es wegen Christi Zirkumzision erwähnt. Andere spricht über den Einfluss von Sternen auf Männern. Und andere geht um die Engel. Eiximenis hatte schon darüber auf dem Llibre dels àngels (Buch der Engel) gesprochen.
- Der fünfte Band sollte sich auf die Unbefleckte Empfängnis bezogen werden.
- Der sechste Band sollte sich auf den Evangelien bezogen werden.
- Der siebte Band ist wegen das Thema von Christi Zirkumzision wieder erwähnt.

Es gibt einen anderen Bezug aber ohne Angabe des Buches auf dem Sakrament der Taufe. Und endlich bezieht sich Abschnitt 53 des 7. Traktats der Vida de Jesucrist auf die Summa Theologica aber ohne Angabe eines konkreten Buches auf das Thema der Wucherei (Valencia. BUV. Ms. 209, f. 200r).
Nach diesen Dateien folgert L. Amorós, dass diese summa aus sieben Büchern besteht.

## Digitale Auflagen
- Auflage auf der NARPAN elektronischen Bibliothek.
- Die Summa Theologica auf den gesamten Werken von Francesc Eiximenis (auf Katalanisch und auf Latein).